# Roger Foret
Roger Forêt, né le 1er octobre 1870 à Vaxy et mort le 8 janvier 1943 à Metz, est un avocat et homme politique allemand. Il est maire de Metz de 1911 à 1918.

## Biographie
Roger Forêt naît pendant la guerre franco-prussienne dans un milieu modeste. Il suit sa scolarité à Sarrebourg, puis à Metz, alors villes allemandes d'Alsace-Lorraine. Après des études de droit à Strasbourg, puis à l'université de Fribourg, il s’installe à Metz et ouvre un cabinet d’avocat le 1er mars 1900. 
Roger Forêt devient membre du Conseil municipal de 1902 à 1908, avant d’être élu maire de Metz, le 28 février 1911. C'est le premier Lorrain à ce poste depuis la destitution de Paul Théodore Auguste Bezanson en 1877. De 1911 à 1918, il est également membre de la première chambre du Landtag d'Alsace-Lorraine. Le 25 juillet 1914, la place de Metz est quasiment en état de siège et l'état de guerre est proclamé le 31 juillet suivant. La gouvernance militaire étant instaurée, Roger Forêt déclare solennellement la fidélité de Metz « à l'Empereur et au Reich ». Le 11 novembre 1918, les autorités allemandes ne contrôlent plus rien. Un conseil d'ouvriers et de soldats, dirigé par Charles Becker, prend la place de Forêt. Peu après, il est finalement démis de ses fonctions par les autorités françaises.
Après l'entrée des troupes allemandes à Metz en juin 1940, Roger Forêt  est désigné pour remettre symboliquement les clés de la ville de Metz au Gauleiter Bürkel,. Après l'annexion de la Moselle, Forêt, âgé de 70 ans, reste à Metz, où il meurt moins de trois ans plus tard, le 8 janvier 1943.

## Sources
- (de) Hermann J Hiery, Reichstagswahlen im Reichsland: Ein Beitrag zur Landesgeschichte von Elsass-Lothringen und zur Wahlgeschichte des Deutschen Reiches 1871-1918, 1985, p. 342.
- François Roth : Robert Schuman 1886-1963. Du Lorrain des frontières au père de l'Europe, Paris, Fayard, 2008.